# معماری چشم‌انداز پایدار

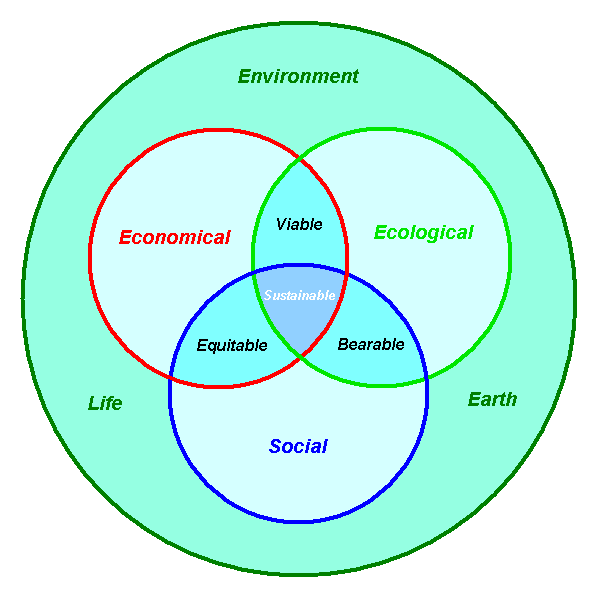
معماری چشم‌انداز پایدار

معماری چشم‌انداز پایدار (به انگلیسی: Sustainable landscape architecture) یا معماری همساز با اقلیم یک نوع طراحی همساز است که به طراحی و برنامه‌ریزی روی فضاهای بیرونی می‌پردازد. این موضوع شامل بوم‌شناسی، سیاست‌های صحیح اجتماعی و اقتصادی و نگاه اقلیمی است. برای مثال، طراحی سیستم اقلیمی زهکشی شهری می‌تواند برای بهبود زیستگاه جانداران و گیاهان مفید باشد و همچین بهبود در امکانات تفریحی، چون مردم دوست دارند در کنار آب باشند، حفظ سرمایه کنند، چون ساخت کانال‌های زیرزمینی هزینه‌بر است و سیلاب‌ها، ضررهای اقتصادی دربردارند.
طراحی همساز با اقلیم مفصلی است که به‌طور اجتناب‌ناپذیری فرهنگ و طبیعت را از طریق تبادل مواد، جریان انرژی بر روی زمین به هم متصل می‌کند. به‌طور کلی ساختمان‌ها، مصنوعات، و مناظر قابل استفاده شده، توسط انسان در شرایط اقلیمی و زیست‌محیطی خودش ایجاد شده‌است. باید اضافه کرد که برخی از مشکلات زیست‌محیطی از مشکلات طراحی ناشی شده‌است. طراحی می‌تواند به طرق مختلف تأثیر بسیار مهمی بر محیط داشته باشد. به همین دلیل طراحی یک چشم‌انداز پایدار شامل سه رکن توسعه پایدار: رفاه اقتصادی، برابری اجتماعی و حفاظت از محیط زیست می‌باشد. شهرهای متحد و دولت‌های محلی، یونسکو، و اجلاس جهانی توسعه پایدار بیشتر توصیه می‌کنند که رکن چهارم «حفاظت فرهنگی» نیز برای ایجاد طرح‌های موفق چشم‌انداز پایدار در نظر گرفته شود. همچنین ضروریست که در یک چشم‌انداز پایدار عواملی مانند اکولوژی، تاریخ، انجمن‌های فرهنگی، پویایی‌های اجتماعی سیاسی، زمین‌شناسی، توپوگرافی، خاک، کاربری زمین و معماری در نظر گرفته شود. روش‌های مورد استفاده برای ایجاد مناظر پایدار عبارتند از: بازیافت، بازسازی، معرفی مجدد گونه‌ها و بسیاری موارد دیگر که بایستی در نظر داشت؛ مثلاً طراحی «بام باغ» یا بام سبز در پشت بام می‌تواند به پروژه معماری همساز با اقلیم کمک کند. پشت بام می‌تواند به مدیریت آب‌های سطحی، زندگی حیات وحش و آفرینش کمک بکند.
همچنین همساز کردن اقلیم ظاهراً چیز جدیدی برای افزودن به مشاهدات ویترویوسی سنتی از مراحل طراحی جنس، استحکام و زیبایی است. اما این مسئله می‌تواند به عنوان هر دوی آن‌ها یعنی استحکام و زیبایی دیده شود. ساخت یک فضای سبز بیرونی زمان‌بر است و بازدهی بیشتری برای صاحبانش دارد، اگر انرژی کمتری برای آب، کود و غیره مصرف کرده باشند و اگر این محصول بازدهی کمتری در صدا، آلودگی، آب‌های سطحی آب‌های روان و غیره داشته باشند.